# Liste der Biografien/Macg
Liste der Biografien |
Portal Biografien |
Personensuche
# |
A |
B |
C |
D |
E |
F |
G |
H |
I |
J |
K |
L |
M |
N |
O |
P |
Q |
R |
S |
T |
U |
V |
W |
X |
Y |
Z |
?
 
Ma |
Mb |
Mc |
Md |
Me |
Mf |
Mg |
Mh |
Mi |
Mj |
Mk |
Ml |
Mm |
Mn |
Mo |
Mp |
Mq |
Mr |
Ms |
Mt |
Mu |
Mv |
Mw |
Mx |
My |
Mz
 
Maa |
Mab |
Mac |
Mad |
Mae |
Maf |
Mag |
Mah |
Mai |
Maj |
Mak |
Mal |
Mam |
Man |
Mao |
Map |
Maq |
Mar |
Mas |
Mat |
Mau |
Mav |
Maw |
Max |
May |
Maz
 
Maca |
Macb |
Macc |
Macd |
Mace |
Macf |
Macg |
Mach |
Maci |
Mack |
Macl |
Macm |
Macn |
Maco |
Macp |
Macq |
Macr |
Macs |
Mact |
Macu |
Macv |
Macw |
Macy |
Macz
Die Liste der Biografien führt alle Personen auf, die in der deutschsprachigen Wikipedia einen Artikel haben. Dieses ist eine Teilliste mit 45 Einträgen von Personen, deren Namen mit den Buchstaben „Macg“ beginnt.

## Macg
- MacG, Alexander (* 1965), deutscher Fotograf und Produzent von Werbefilmen, Musikvideos und Dokumentarfilmen

### Macga
- MacGahan, Januarius (1844–1878), amerikanischer Journalist

### Macge
- MacGeoghegan, James (1702–1763), römisch-katholischer Geistlicher und Historiker
- MacGeorge, William Stewart (1861–1931), schottischer Maler des Spätimpressionismus

### Macgi
- MacGibbon, Charlotte (1924–2009), australische Leichtathletin
- MacGibbon, Maurice († 1578), irischer Zisterzienser, Diplomat im Dienste des Heiligen Stuhls, Erzbischof von Cashel
- MacGill Hughes, Helen (1903–1992), kanadisch-US-amerikanische Soziologin
- MacGill, Elsie (1905–1980), kanadische Flugzeugingenieurin
- MacGill, Moyna (1895–1975), britische Schauspielerin
- MacGillavry, Carolina Henriette (1904–1993), niederländische Chemikerin und Kristallographin
- MacGillivray, Craig (* 1972), schottischer Snookerspieler
- MacGillivray, Greg (* 1945), US-amerikanischer Dokumentarfilmer
- Macgillivray, James Pittendrigh (1856–1938), schottischer Bildhauer, Dichter und Mäzen
- MacGillivray, William (1796–1852), schottischer Naturforscher, Ornithologe und Botaniker
- MacGinnis, Niall (1913–1977), irischer Film- und Theaterschauspieler

### Macgo
- Macgowan, Kenneth (1888–1963), US-amerikanischer Film- und Theaterproduzent
- MacGowan, Shane (1957–2023), irischer Sänger und Songwriter
- MacGowran, Jack (1918–1973), irischer Schauspieler

### Macgr
- MacGraw, Ali (* 1939), US-amerikanische SchauspielerinAli MacGraw (* 1939)

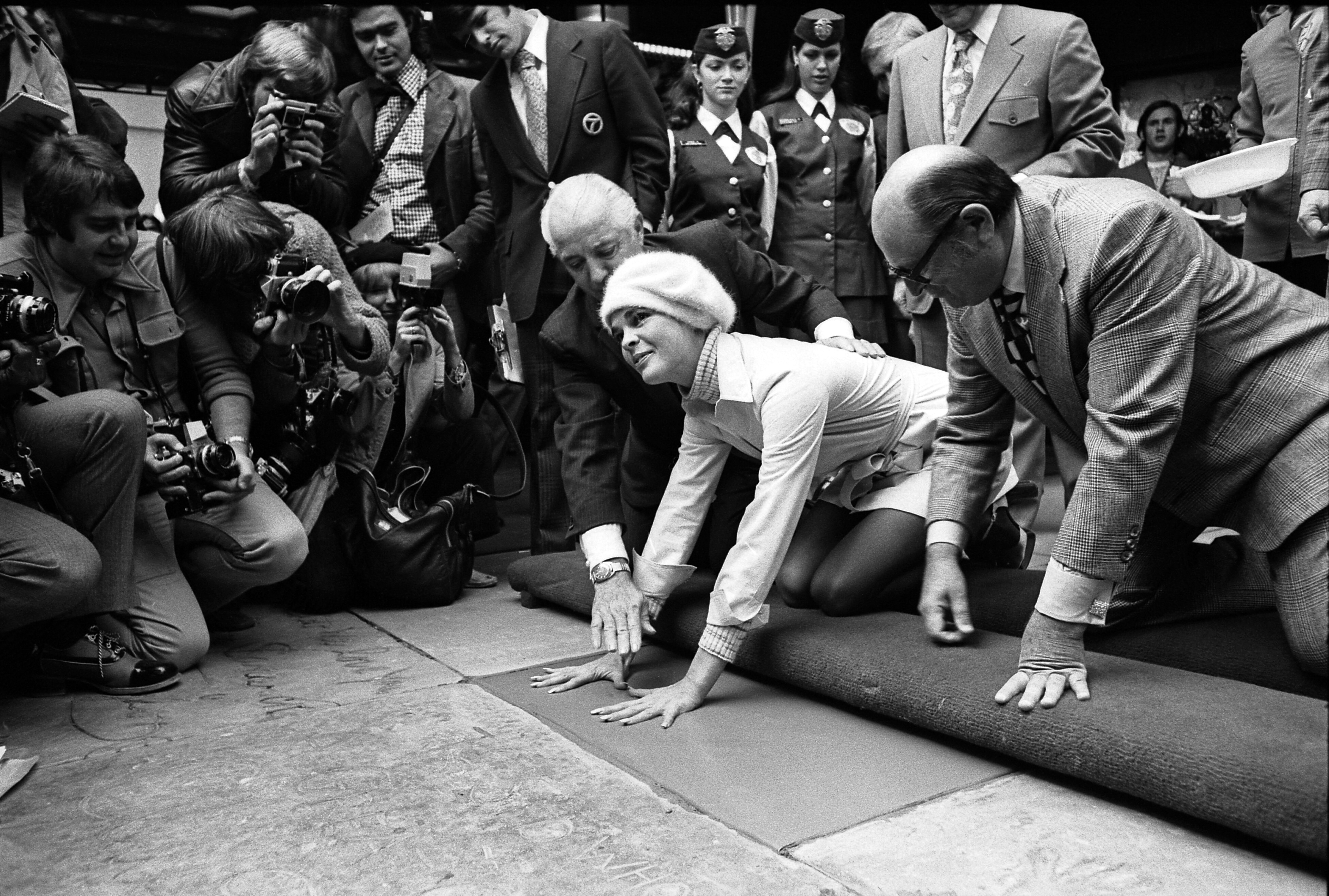
Ali MacGraw (* 1939)

- Macgregor, Alastair Goold (1919–1972), schottischer Arzt und Pharmakologe
- MacGregor, Bruce (* 1941), kanadischer Eishockeyspieler und -funktionär
- MacGregor, Cammy (* 1968), US-amerikanische Tennisspielerin
- MacGregor, Catherine (* 1972), französische Ingenieurin und Unternehmensleiterin
- MacGregor, Clarence (1872–1952), US-amerikanischer Politiker
- MacGregor, Clark (1922–2003), US-amerikanischer Politiker
- MacGregor, Cynthia (1964–1996), US-amerikanische Tennisspielerin
- Macgregor, Donald (1939–2020), britischer Marathonläufer und Autor
- Macgregor, Douglas (* 1947), US-amerikanischer Offizier, Autor und Berater
- Macgregor, Elizabeth Ann (* 1958), schottische Kunsthistorikerin, Kuratorin und Museumsleiterin
- MacGregor, Gregor (1786–1845), schottischer Heerführer in den südamerikanischen Befreiungskriegen
- Macgregor, Ian (* 1983), US-amerikanischer Radrennfahrer
- MacGregor, Joanna (* 1959), britische Konzertpianistin und Dirigentin
- MacGregor, John (1825–1892), schottischer Reiseschriftsteller und Rechtsanwalt
- MacGregor, John, Baron MacGregor of Pulham Market (* 1937), britischer Politiker (Conservative Party), Mitglied des House of Commons
- MacGregor, Katherine (1925–2018), US-amerikanische Schauspielerin
- MacGregor, Mary (* 1948), US-amerikanische Popsängerin
- MacGregor, Neil (* 1946), britischer Kunsthistoriker und MuseumsdirektorNeil MacGregor (* 1946)

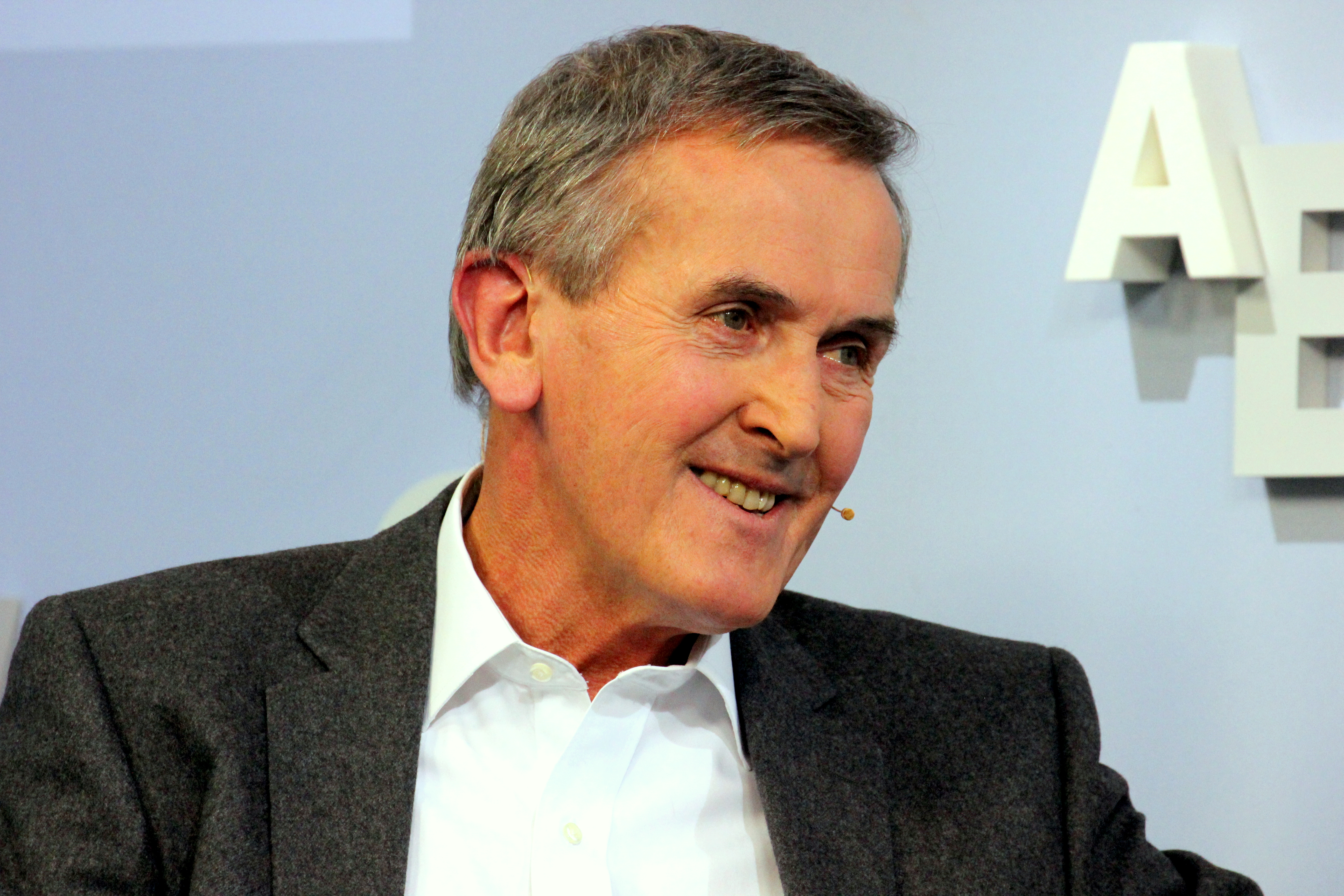
Neil MacGregor (* 1946)

- MacGregor, Rob (* 1948), US-amerikanischer Schriftsteller
- MacGregor, Robert Roy (1671–1734), schottischer Volksheld und Geächteter
- MacGregor, Roddy (* 2001), schottischer Fußballspieler
- MacGregor, Scott (1914–1973), schottischer Filmarchitekt
- MacGregor, William (1846–1919), schottischer Arzt und Politiker
- MacGregor, William York (1855–1923), schottischer Maler des Spätimpressionismus
- MacGregor-Scott, Peter (1947–2017), britischer Filmproduzent

### Macgu
- MacGuigan, Mark (1931–1998), kanadischer Politiker